# Джеймс Картер (плавець)
Джеймс Картер (англ. James Carter, 12 лютого 1957) — британський плавець.
Учасник Олімпійських Ігор 1972, 1976, 1980 років.
Призер Чемпіонату світу з водних видів спорту 1975 року.
Призер Чемпіонату Європи з водних видів спорту 1974, 1977 років.